# Affogato al caffè
L'affogato al caffè (spesso abbreviato affogato) è un dolce italiano.

## Caratteristiche
L'affogato è un alimento consistente in una pallina di gelato alla vaniglia imbevuta di caffè espresso. Il dolce può anche essere insaporito con del liquore come l'amaretto o il bicerin, o altri ingredienti a piacere. Sebbene in Italia venga classificato fra i dessert, l'affogato viene considerato una bevanda all'estero.